# Rouvres-sous-Meilly
Rouvres-sous-Meilly település Franciaországban, Côte-d’Or megyében. Lakosainak száma 85 fő (2022. január 1.). Rouvres-sous-Meilly Maconge, Chazilly, Meilly-sur-Rouvres, Sainte-Sabine és Vandenesse-en-Auxois községekkel határos.

## Népesség
A település népessége az elmúlt években az alábbi módon változott:
| Lakosok száma | 119  | 104  | 104  | 102  | 94   | 93   | 89   | 87   | 87   | 85   |
|               | 1968 | 1982 | 1999 | 2006 | 2012 | 2015 | 2017 | 2018 | 2020 | 2022 |